# United States Marine Corps
Corps des Marines des États-Unis
Pour les articles homonymes, voir Marines.
Le Corps des Marines des États-Unis (en anglais United States Marine Corps, également abrégé en US Marine Corps ou par le sigle USMC) est une des six branches des Forces armées des États-Unis. Ils ont la responsabilité d'être : la force de projection rapide des États-Unis, la force des opérations amphibies, la force de protection des ambassades, de leurs personnels et des infrastructures outre-mer, la force favorisant l'établissement de têtes de pont.
Initialement composé d'infanterie de marine (fusiliers de marine), le Corps dispose également de ses propres artilleurs, aviateurs, et hélicoptères.

## Présentation

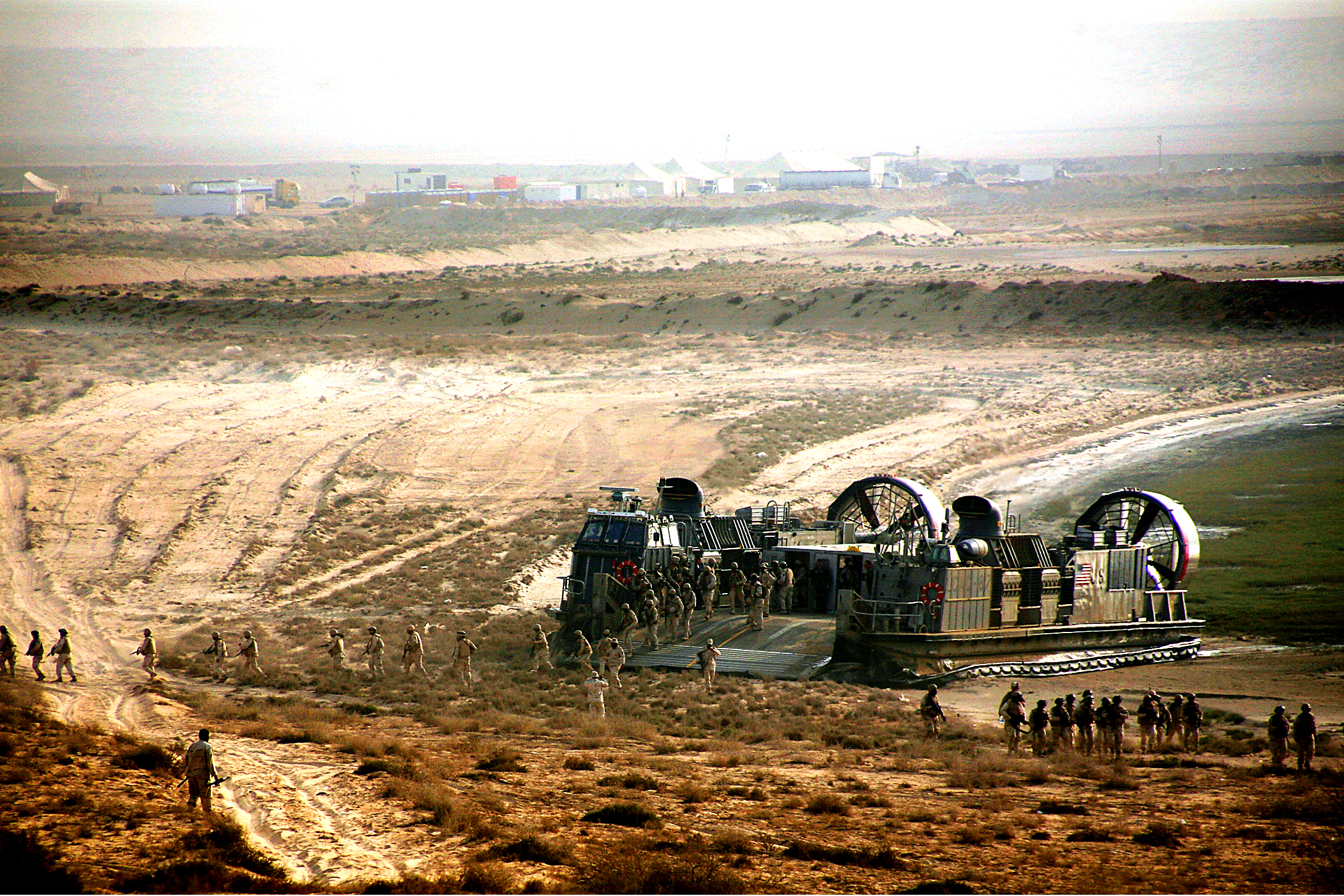
Débarquement de Marines d'un LCAC lors d'un exercice en 2008.

Bien que dépendant sur le plan administratif du département de la Marine, il ne dépend pas de l'US Navy. Il a été mis en place le 11 juillet 1798 par un acte du Congrès des États-Unis d'Amérique, bien que deux bataillons de Marines, en tant que troupes d'infanterie embarquée, aient été constitués dès le 10 novembre 1775 sous le nom de Continental Marines au cours de la guerre d'indépendance des États-Unis.
Le Marine Corps est la seule branche des forces armées américaines qui soit protégée par la loi. Après bien des discussions et tentatives de l'US Army de l'intégrer dans ses rangs entre la Seconde Guerre mondiale et la guerre de Corée, sa taille et sa composition ont été énoncées dans la décision n°416  d'une loi-programme du 82e Congrès en 1952. Cette loi précise qu'aucun président des États-Unis ou secrétaire de la Défense ne peut dissoudre le Corps des Marines ou le réduire à une force symbolique. L'USMC doit se composer au minimum d'unités terrestres équivalentes à l'effectif de trois divisions et de trois Marine Air Wings (escadres aériennes).
Surnommés les « nuques de cuir » (leathernecks, surnom dû au fait qu'initialement le col de leur veste d'uniforme était très rigide afin qu'ils aient la tête droite et le menton levé), les Marines ont été engagés depuis leur création dans plus de trois cents théâtres d'opérations.
Ils disposent de leurs propres spécialistes : aviation, infanterie, artillerie, unités spéciales d'intervention (MARSOC, Force Recons, SOC), logistique, et transport. Ils s'appuient parfois sur l'US Navy pour leurs opérations via les bâtiments de débarquement de la Gator Navy (force amphibie américaine). Leurs régiments de blindés ont été dissous en 2021.
Leur rôle dans le dispositif militaire américain consiste à agir très rapidement dans le cadre d'une force expéditionnaire autonome, sans mobilisation des moyens lourds de l'US Army.

## Histoire
L'histoire du Corps des Marines des États-Unis commence lors de la guerre d'indépendance, lorsque le Congrès crée le Corps des Continental Marines, le 10 novembre 1775. Ceux-ci sont rapidement démobilisés, dès 1785. Mais, l'épisode dit de la Quasi-guerre en 1798, oblige le Congrès à revenir sur sa décision, en votant un texte recréant un Corps de fusiliers marins le 11 juillet 1798. Ce Corps est alors placé sous l'autorité directe du secrétaire à la Marine.
En 1950, il était question de dissoudre le Corps, mais la réussite du débarquement d'Incheon sauva les Marines qui furent gardés indépendants de l'Armée et de la Marine.

### Principales opérations et batailles
- Guerre d’Indépendance, 1775-1783
- Quasi-guerre, 1798-1800

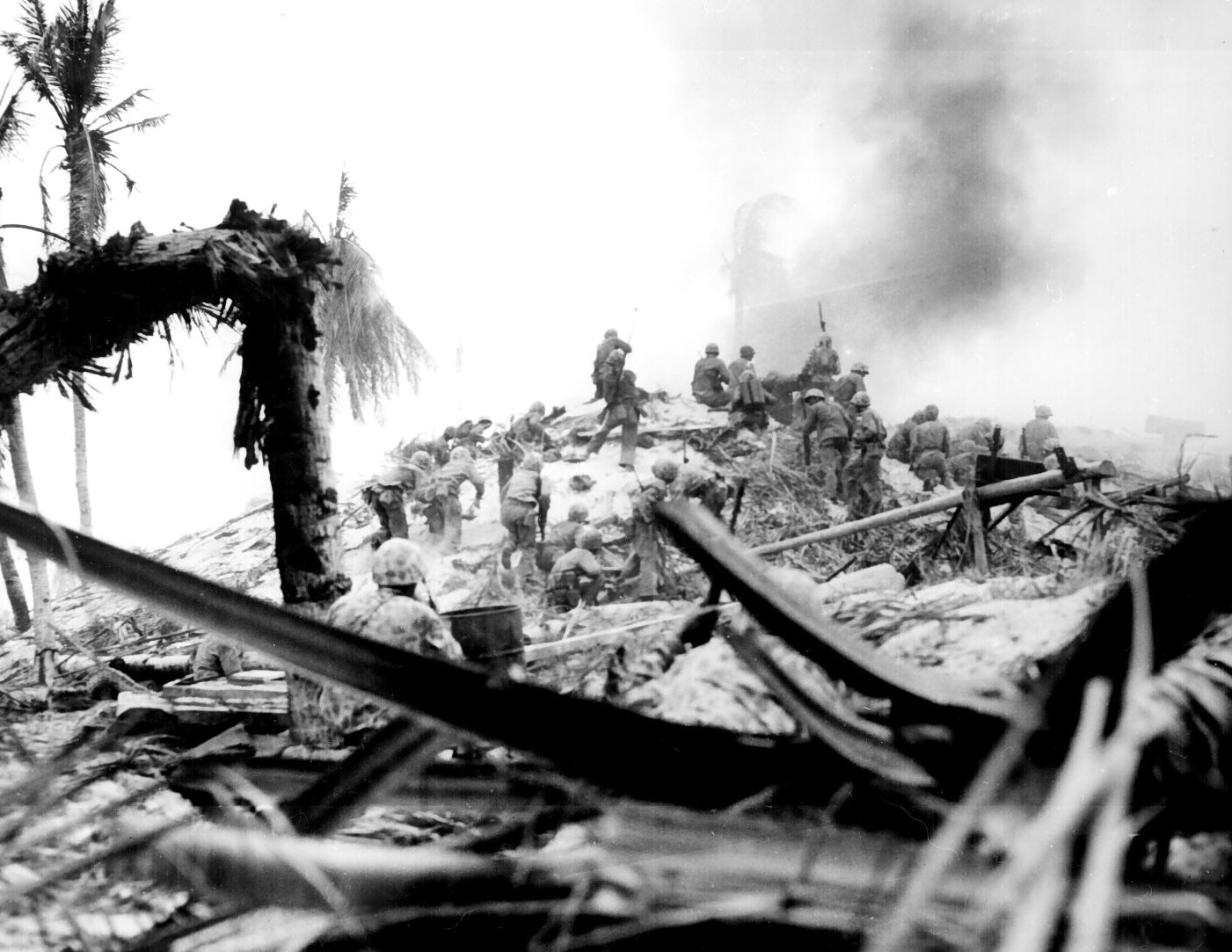
À l'assaut de Tarawa, novembre 1943.

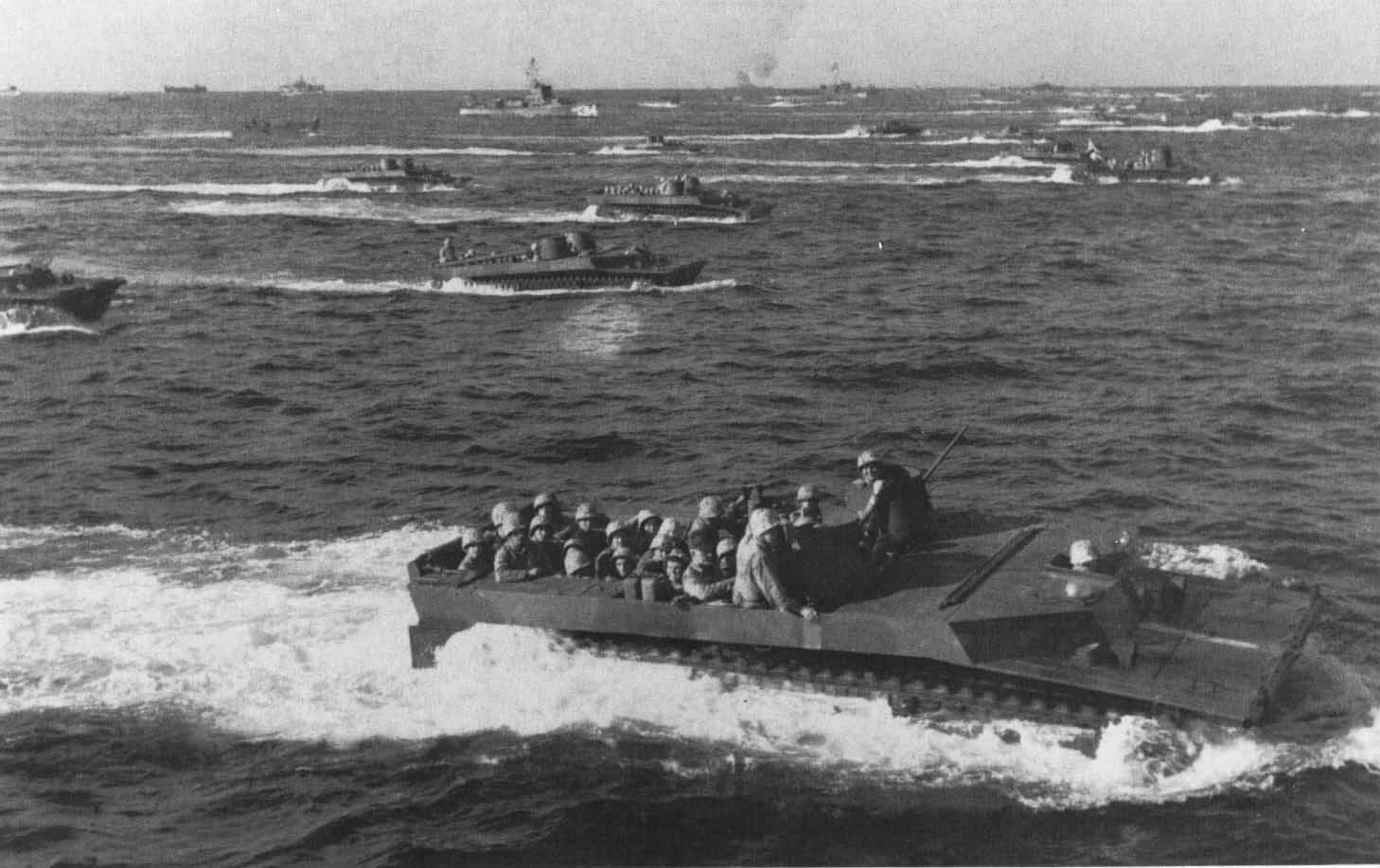
Débarquement à Iwo Jima à bord d'un Landing Vehicle Tracked (LVT).

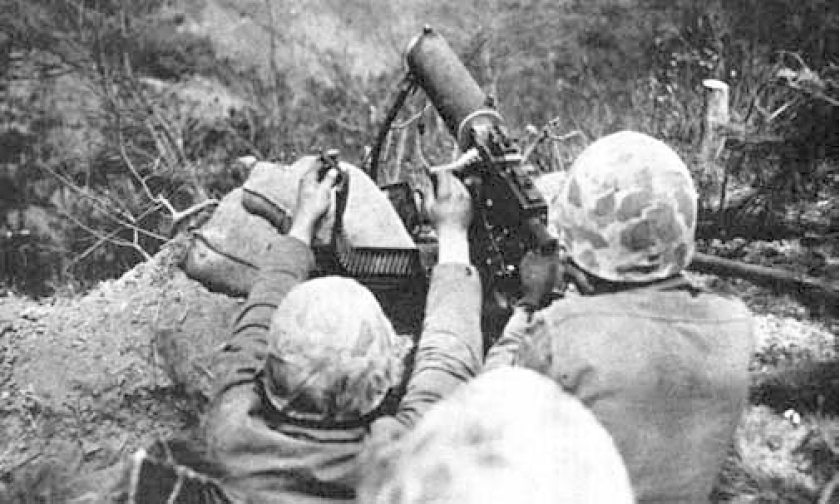
Nid de mitrailleuse en position durant la guerre de Corée.

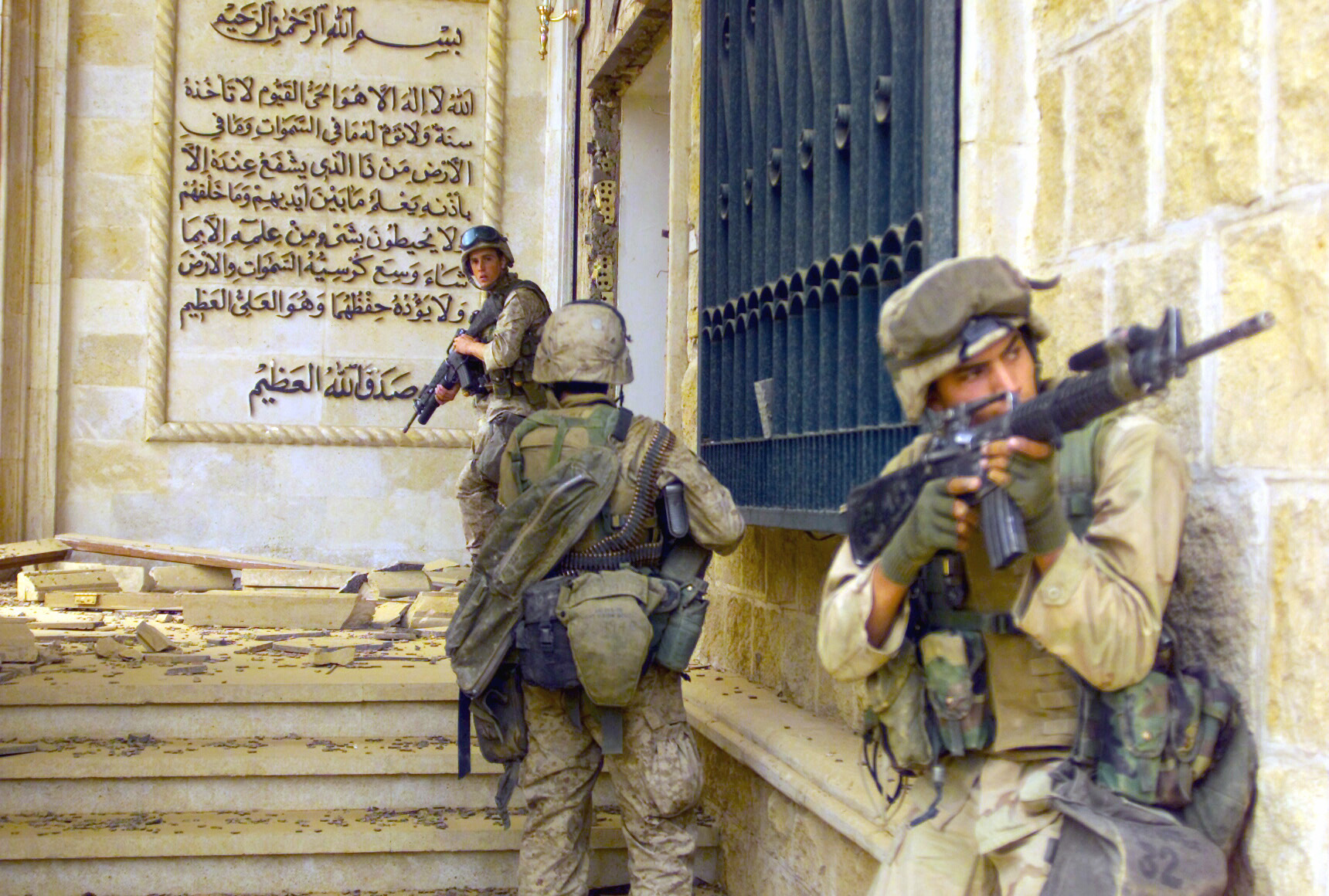
Marines pénétrant dans un des palais de Saddam Hussein à Bagdad le 9 avril 2003.

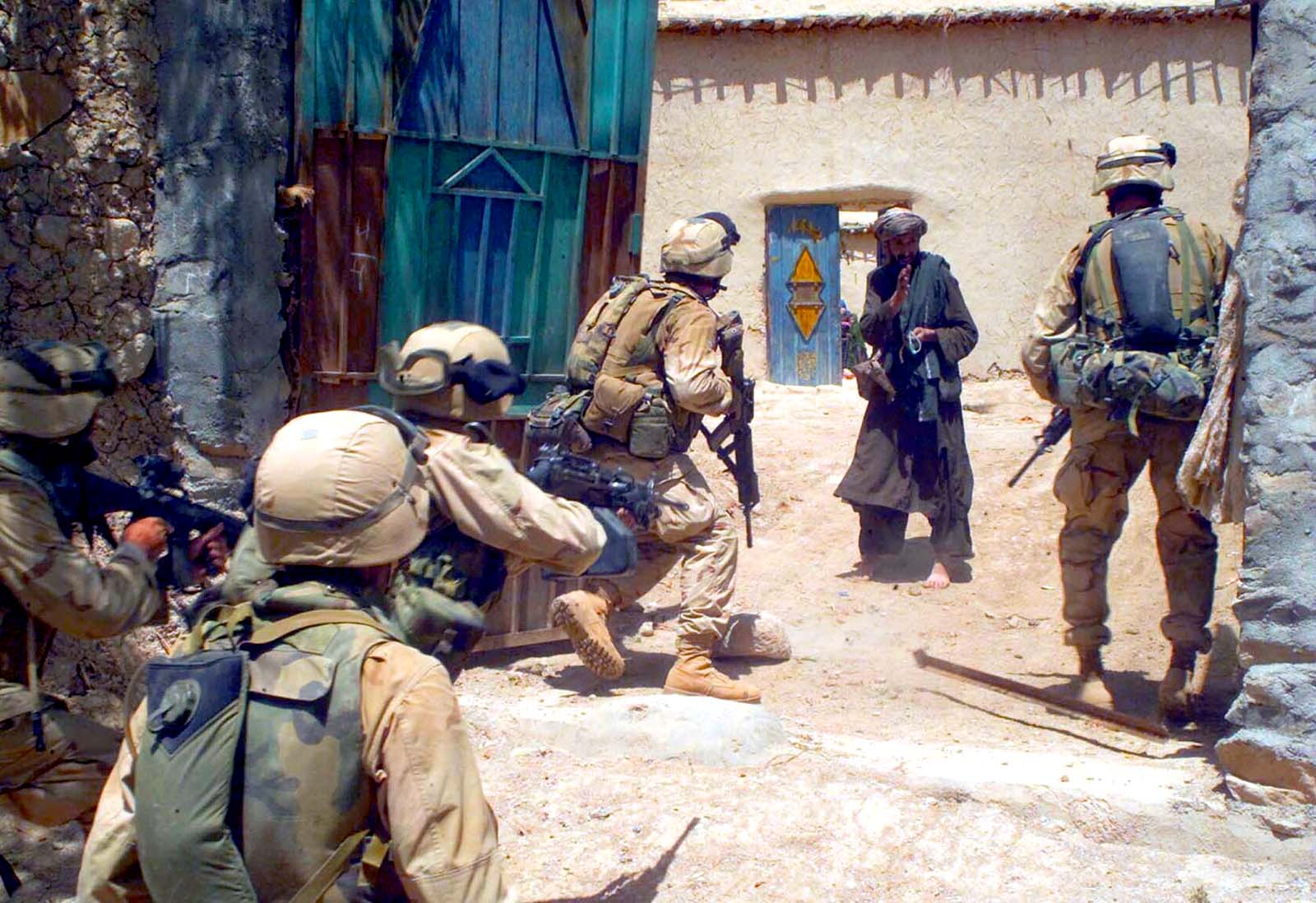
Patrouille en Afghanistan, 2004.

- Guerre États-Unis d'Amérique contre Tripoli, 1801-1805
- Guerre anglo-américaine de 1812, 1812-1815
- Bataille de Twelve Mile Swamp (Floride), 11 septembre 1812
- Bataille de Quallah Batto (Sumatra), 6 février 1832
- Guerre contre les Indiens de Floride, 1835-1842
- Guerre américano-mexicaine, 1846-1847
- Bataille de Shanghaï (empire de Chine), 4 avril 1854
- Bataille de la baie de Ty-Ho (Chine), 4 août 1855
- Bataille contre les Indiens près de Seattle, 26 janvier 1856
- Bataille des forts de la Barrière (Chine), du 16 au 22 novembre 1856
- Bataille de Waya (îles Fidji), 6 octobre 1858
- Capture de John Brown (Harper’s Ferry), 18 octobre 1859
- Guerre de Sécession, 1861-1865
- Bataille de Shimonoseki (USS Wyoming (en) vs. trois bateaux japonais et des batteries côtières), 16 juillet 1863
- Bataille des forts de la Rivière Salée (Corée), les 10 et 11 juin 1871
- Guerre hispano-américaine, du 21 avril au 13 août 1898
- Insurrection des Philippines, du 30 juin 1898 au 4 juillet 1902
- Bataille de Tagalii (îles Samoa), 1er avril 1899
- Expédition de secours en Chine (rébellion des Boxers), de juin à août 1900
- Campagne au Nicaragua, 1912
- Capture de Veracruz (Mexique), les 21 et 22 avril 1914
- Occupation de la République dominicaine, du 5 mai 1916 au 17 septembre 1924
- Occupation d’Haïti, du 28 juillet 1915 au 31 août 1934
- Première Guerre mondiale, du 6 avril 1917 au 11 novembre 1918
- Occupation du Nicaragua, du 6 janvier 1927 au 3 janvier 1933
- Guadalcanal, du 7 août 1942 à décembre 1942
- Seconde Guerre mondiale, du 7 décembre 1941 au 15 août 1945
- Guerre de Corée (sous mandat des Nations unies), du 27 juin 1950 au 27 juillet 1953
- Crise de 1958 au Liban, du 15 juillet au 30 septembre 1958
- Débarquement en Thaïlande, du 16 mai au 10 août 1962
- Crise des missiles de Cuba, du 24 octobre au 31 décembre 1962
- Intervention en République dominicaine, du 28 avril 1964 au 6 janvier 1965
- Guerre du Viêt Nam, du 15 mars 1962 au 28 janvier 1973
- Opération Eagle Pull (Cambodge), avril 1975
- Opération Frequent Wind (Sud-Viêt Nam), avril 1975
- Opération de secours des otages du porte-conteneurs Mayagüez (combats des îles de Koh Tang, Cambodge), mai 1975
- Opération Eagle Claw (tentative de sauvetage des otages en Iran ; des équipages de l'USMC pilotent les hélicoptères utilisés), avril 1980
- Invasion de la Grenade, d'octobre à novembre 1983
- Déploiement au Liban (Beyrouth), d'août 1982 à février 1984
- Invasion du Panama par les États-Unis, décembre 1990
- Guerre du Golfe (1990-1991), d'août 1990 à avril 1991
- Zone de sécurité au Kurdistan, depuis avril 1991, toujours en cours
- Interdiction de survol de l’Irak, depuis 1991, toujours en cours
- Opérations de maintien de la paix en Bosnie-Herzégovine depuis 1991, toujours en cours
- Opération d’aide humanitaire en Somalie, 1992-1993
- Opération à Haïti, 1994-1996
- Évacuation du Rwanda, avril 1994
- Évacuation de la Somalie, de janvier à mars 1995
- Déploiement dans le golfe Persique, de novembre 1995 à mai 1996
- Kosovo - opération Joint Guardian, 1999
- Afghanistan - opération Enduring Freedom, depuis le 7 octobre 2001 - 30 août 2021
- Opération Iraqi Freedom, de mars à mai 2003
- Guerre d'Irak, de mai 2003 au 1er septembre 2010
- Opération à Haïti, de mars 2004 à décembre 2004

## Missions particulières et de prestige
Ils forment la garde d'honneur du président des États-Unis : des Marines sont présents à la Maison-Blanche. Le Marine Helicopter Squadron One assure tous les déplacements en hélicoptère du président (le Marine One), du vice-président et des membres du cabinet présidentiel. Le Marine Band qui est l'orchestre d'honneur du Corps des Marines, basé au Marine Barracks (en) à Washington, sert d'orchestre pour les manifestations du président des États-Unis, d'où son surnom de « The President's Own ».
Les Marines assurent aussi la garde des ambassades américaines à l'étranger, ainsi 1 170 Marines sont détachés au Diplomatic Security Service en 2011 pour cette mission.

## Symbolisme

Le monument militaire USMC War Memorial, reconstitué d'après la célèbre photo Raising the Flag on Iwo Jima, prise en 1945.

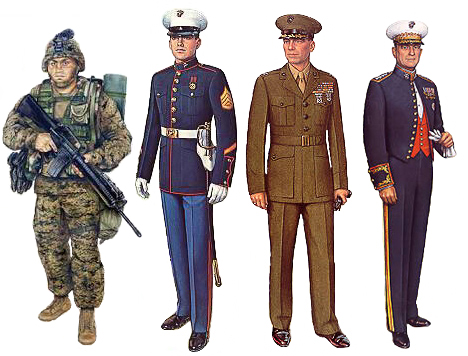
Une illustration de marines américains dans diverses configurations d'uniformes.

Les Marines sont un des symboles les plus représentatifs de la puissance militaire des États-Unis. Ils apparaissent souvent dans les médias ainsi que dans les films.
Les Marines ont leurs propres uniformes de combat ou de cérémonie, distincts de ceux des autres corps, ce qui leur confère une place à part au sein des forces armées de la nation.
Leur devise est Semper Fidelis (« Toujours fidèle »), le nom de leur marche officielle, souvent abrégé en « Semper Fi ». Leur hymne est le Chant des Marines.
Leur mascotte est un bouledogue nommé Chesty, adoption qui remonte à la Première Guerre mondiale où, à la bataille du bois Belleau, les Allemands baptisèrent les Marines Teufelshunde (chiens du Diable). Autre symbole, le chapeau des instructeurs du Corps (drill instructor) : le smokey bear, du nom de la mascotte du service des forêts, l'ours Smokey.
Une expression couramment utilisée parmi les Marines est Gung-Ho (en) (en chinois : « travailler ensemble », « working together » en anglais) emprunté au chinois et utilisé usuellement depuis les campagnes du Pacifique.
Comme toute grande unité militaire, le Corps a ses rites et ses codes de conduite dont voici deux textes parmi les plus représentatifs :

### Code de conduite des Marines
- ARTICLE I :

Je suis un Américain, combattant dans les forces qui protègent mon pays et notre mode de vie. Je suis prêt à donner ma vie pour leur défense.
I am an American, fighting in the forces which guard my country and our way of life. I am prepared to give my life in their defense.
- ARTICLE II :

Je ne me rendrai jamais de mon propre chef. Si j'assume le commandement, jamais je ne livrerai mes subordonnés tant qu'ils auront la force de résister.
I will never surrender of my own free will. If in command, I will never surrender the members of my command while they still have the means to resist.
- ARTICLE III :

Si je suis fait prisonnier, je continuerai à résister par tous les moyens à ma portée. Je ferai tout pour m'évader et aider les autres à le faire. Je n'accepterai de l'ennemi ni libération sur parole ni privilèges particuliers.
If I am captured I will continue to resist by all means available. I will make every effort to escape and to aid others to escape. I will accept neither parole nor special favors from the enemy.
- ARTICLE IV :

Si je suis fait prisonnier de guerre, je garderai foi avec mes camarades de détention. Je ne livrerai aucune information et ne prendrai part à aucun acte qui puisse nuire à mes camarades. Si je suis le plus haut gradé, je prendrai le commandement. Sinon, j'exécuterai les ordres légitimes de mes supérieurs et les soutiendrai par tous les moyens.
If I become a prisoner of war, I will keep faith with my fellow prisoners. I will give no information nor take part in any action which might be harmful to my comrades. If I am senior, I will take command. If not, I will obey lawful orders of those appointed over me and will back them in every way.
- ARTICLE V :

Si on m'interroge en tant que prisonnier de guerre, je suis tenu de donner mon nom, mon grade, mon numéro matricule et ma date de naissance. J'éluderai les autres questions du mieux que je pourrai ; je ne ferai aucune déclaration orale ni écrite qui soit déloyale à mon pays et à ses alliés ou nuisible à leur cause.
When questioned, should I become a prisoner of war, I am required to give name, rank, service number, and date of birth. I will evade answering further questions to the utmost of my ability. I will make no oral or written statements disloyal to my country or its allies or harmful to their cause.
- ARTICLE VI :

Je n'oublierai jamais que je suis un Américain, que je combats pour la liberté, que je suis responsable de mes actes, et résolu à défendre les principes qui ont fait mon pays libre. J'aurai confiance en mon Dieu et dans les ÉTATS-UNIS D'AMÉRIQUE.
I will never forget that I am an American, fighting for freedom, responsible for my actions, and dedicated to the principles which made my country free. I will trust in my God and in the UNITED STATES OF AMERICA.

### USMC Rifle Creed

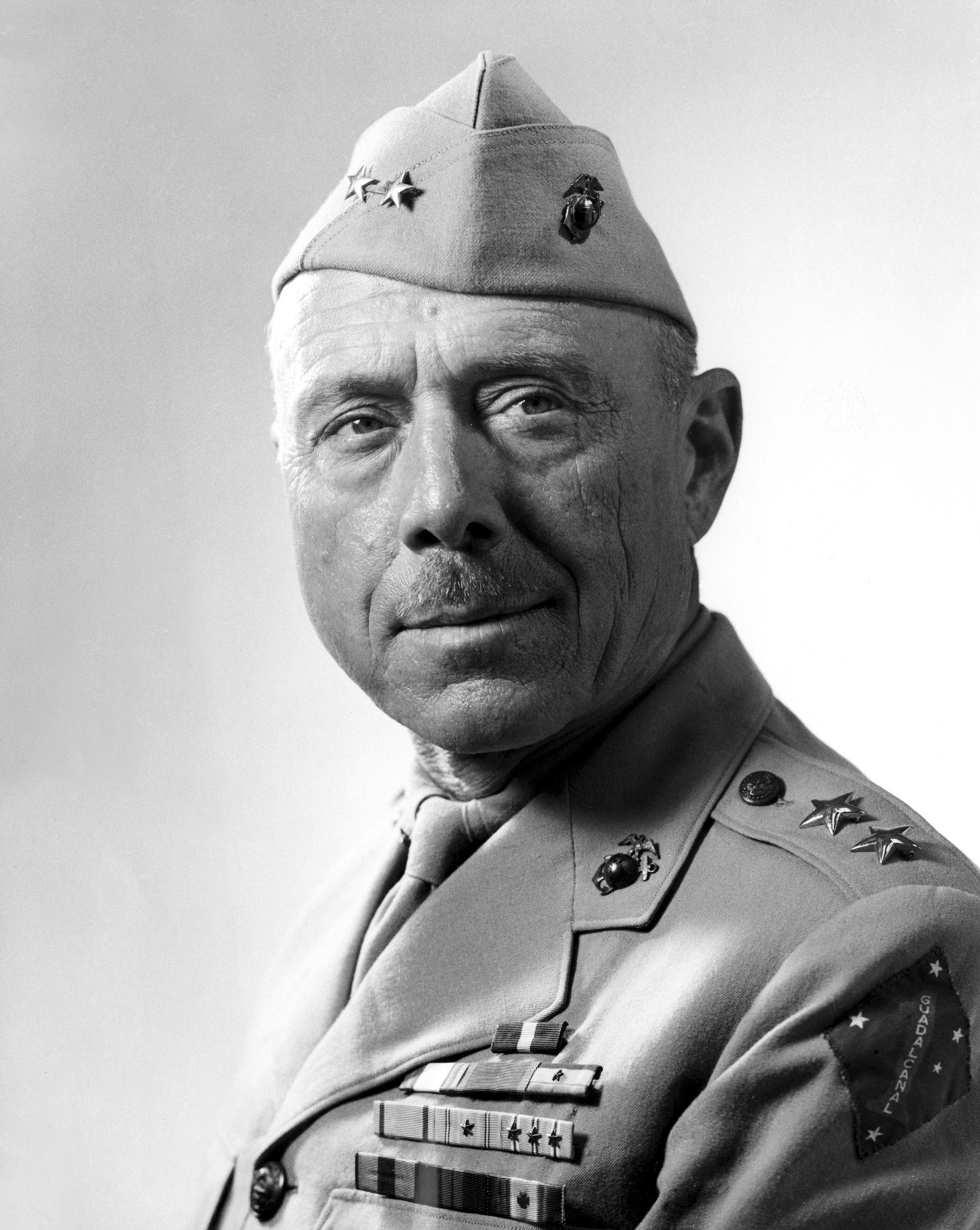
Le général William H. Rupertus, auteur du texte.

Ceci est mon fusil — Le credo du Marine des États-Unis / This Is My Rifle — The Creed of a US Marine :

« Ceci est mon fusil. Il y en a beaucoup comme lui, mais celui-ci est le mien.

This is my rifle. There are many like it, but this one is mine.
Mon fusil est mon meilleur ami. Il est ma vie. Je dois en être le maître comme je suis maître de ma vie.

My rifle is my best friend. It is my life. I must master it as I must master my life.
Sans moi, mon fusil ne sert à rien. Et sans lui, moi non plus je ne sers à rien. Je fais feu pour mettre dans le mille, j'ai plus de précision que mon ennemi qui cherche à m'abattre. Je dois l’abattre avant qu'il ne m'abatte. Et je le ferai...

My rifle, without me, is useless. Without my rifle, I am useless. I must fire my rifle true. I must shoot straighter than my enemy who is trying to kill me. I must shoot him before he shoots me. I will...
Mon fusil et moi-même nous savons que ce qui compte dans cette guerre, ce ne sont pas les coups que nous tirons, ni le bruit de nos rafales ni la fumée que nous dégageons. Nous savons que ce sont les coups au but qui comptent. Nous le ferons...

My rifle and I know that what counts in war is not the rounds we fire, the noise of our burst, nor the smoke we make. We know that it is the hits that count. We will hit...
Mon fusil est humain, tout comme moi, parce qu’il est ma vie. Ainsi, j'apprendrais à le connaître comme un frère. Je connaîtrai ses faiblesses, ses forces, ses pièces, ses accessoires, ses systèmes de visée et son canon. Je garderai mon fusil propre et prêt à servir, comme moi-même qui suis propre et prêt à servir. Nous ne ferons plus qu'un. Nous le ferons...

My rifle is human, even as I, because it is my life. Thus, I will learn it as a brother. I will learn its weaknesses, its strength, its parts, its accessories, its sights and its barrel. I will keep my rifle clean and ready, even as I am clean and ready. We will become part of each other. We will...
Devant Dieu, j'affirme ce serment. Mon fusil et moi nous sommes les défenseurs de mon pays. Nous sommes les maîtres de nos ennemis. Nous sommes les sauveurs de ma vie.

Before God, I swear this creed. My rifle and I are the defenders of my country. We are the masters of our enemy. We are the saviors of my life.
Ainsi soit-il, jusqu'à ce que l'Amérique remporte la victoire et qu'il n'y ait plus d'ennemi, mais seulement la paix !

So be it, until victory is America's and there is no enemy, but peace! »

— Général de division William H. Rupertus, du Corps des Marines des États-Unis.

## Recrutement et formation

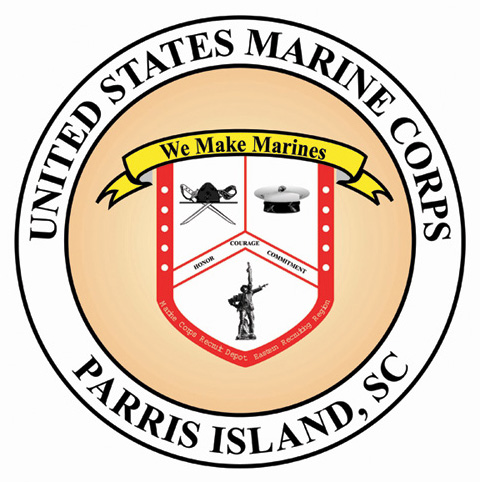
Insigne du dépôt des recrues de Parris Island, We Make Marines.

Les recrues doivent avoir entre 17 et 29 ans. La période d’engagement standard va de quatre à cinq ans. Les recrues vivant à l’est du Mississippi sont envoyées à Parris Island (Caroline du Sud) pour y faire leurs classes. Ceux qui vivent à l’ouest du fleuve sont envoyés à San Diego (Californie). L’entraînement de base s'achève par une épreuve finale, dénommée crucible (le creuset).
Il est suivi par un court stage de perfectionnement sur les tactiques de combat en petites unités et en armement à camp Lejeune (Caroline du Nord) ou camp Pendleton (Californie). La force de réserve des Marines, instaurée durant la Première Guerre mondiale, fait partie intégrante du Corps. Elle est de l’ordre de 40 à 50 000 hommes. Elle inclut la 4e division d’infanterie et la 4e division aérienne. Les réservistes suivent deux jours d’entraînement par mois, complétés par deux semaines chaque été. En mobilisant la réserve, le Corps peut augmenter ses effectifs de près d’un quart en quelques semaines.
Les femmes peuvent s'engager dans les Marines, tant dans les forces d'active que dans le Corps de réserve féminin, institué en 1942. Ce dernier peut être affecté aussi bien dans le territoire des États-Unis continentaux qu’à Hawaï pour préparer les hommes au combat[pas clair]. Les femmes font partie intégrante des Marines depuis 1948, date à laquelle le Congrès vote la « loi d’intégration du personnel féminin au sein des forces armées » (Women’s Armed Service Integration Act). Les recrues féminines sont entraînées à Parris Island, celles qui désirent devenir officiers suivent des cours à Quantico (Virginie).
Il n’y a pas d’académie militaire spécifique des officiers des Marines comme dans les autres branches des forces armées. La plupart de ceux qui veulent faire une carrière d'officier au sein des Marines entrent à l’académie navale d'Annapolis (Maryland) bien qu’il leur soit également possible de se présenter à l’académie de West Point (New York) ou encore à l'United States Air Force Academy à Colorado Springs (Colorado). Tous les officiers en revanche suivent une formation dispensée par la base située à Quantico.
Les Marines sont avant tout des troupes de marine ; de l'officier général au cuisinier en passant par le pilote de chasse, ils doivent tous savoir utiliser le fusil, arme de base du Corps. De même, la condition physique est primordiale. Des tests annuels sont passés par tous les membres du Corps du haut en bas de la hiérarchie ; ceux qui y échouent doivent quitter le Corps[réf. nécessaire].

## Organisation et effectifs
Pour un article plus général, voir Structure des forces armées des États-Unis.
L'USMC est dirigé par un général « quatre étoiles » qui, conformément à la tradition remontant à 1806, réside dans les Marine Barracks à Washington. Depuis 2023, son 38e commandant est le général Eric M. Smith. Son budget en 2015 était de 24 milliards de dollars.
Le Corps des Marines est réparti entre le Marine Forces Pacific, dont le quartier général est à Pearl Harbor aux îles Hawaï, et le Marine Forces Atlantic, dont le quartier général est à Norfolk en Virginie. De plus, chacun des Unified Combatant Command possède sa propre composante des Marines appelée « Marine Force x », x représentant le nom du Unified Command.[pas clair]
Il se compose de trois Marine Expeditionary Force d'un effectif théorique de 46 000 hommes avec trois divisions — 35 600 hommes —, dont une de réserve, trois brigades Marines Expeditionary Brigade, trois escadres aériennes Marine Aircraft Wing, dont une de réserve, trois groupes de soutien logistique Force Service Support Group, dont une de réserve, et sept Marine Expeditionary Unit. Une Marine Expeditionary Brigade compte de 7 000 à 15 500 hommes avec 110 avions et 120 hélicoptères. Une Marine Expeditionary Unit, un régiment renforcé compte 2 200 hommes.
Les effectifs du personnel actifs des Marines sont à peu près stables depuis le début de la guerre de Corée en 1950, après avoir atteint leur maximum en 1945, alors que les autres branches des forces armées voyaient leurs effectifs décroître sensiblement :
- 1945 : ~ 485 000, six divisions ;
- 1948 : 35 000, deux divisions ;
- 1950 : ~ 75 000, deux divisions ;
- 1951 : 192 620, trois divisions ;
- 1953 : 261 000, quatre divisions ;
- 2002 : 173 733, trois divisions ;
- 2011 : ~ 202 000, trois divisions (prévisions en 2007)[5] ;
- 2014 : 188 000 ;
- 2016 : 184 000 ou 179 400 en cas de coupes budgétaires, trois divisions (prévisions en février 2015) ;
- 2017 à 2019 : 182 000 ou 175 000 en cas de coupes budgétaires[4].

Il y a en outre 104 000 réservistes[Quand ?]. 20 % des effectifs peuvent être transportés sur la quarantaine de bâtiments amphibies que compte l'US Navy, dont douze porte-hélicoptères d'assaut de 40 000 tonnes.
En 2004, 6,2 % des Marines sont des femmes ; elles représentent 4,3 % des officiers du Corps avec 768 personnes à cette date. Dès 1918, elles commencent à intégrer l'USMC. C'est pourtant la branche la moins féminisée des forces armées des États-Unis. En 2005, 6 440 Marines, soit 3,8 % des effectifs, n'étaient pas citoyens des États-Unis. Nombre de militaires obtiennent cette nationalité au cours de leur service ou après.

### Organigramme des forces expéditionnaires de l'USMC

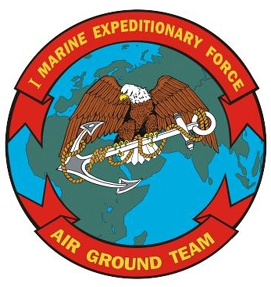
Logo de la 1st Marine Expeditionary Force.

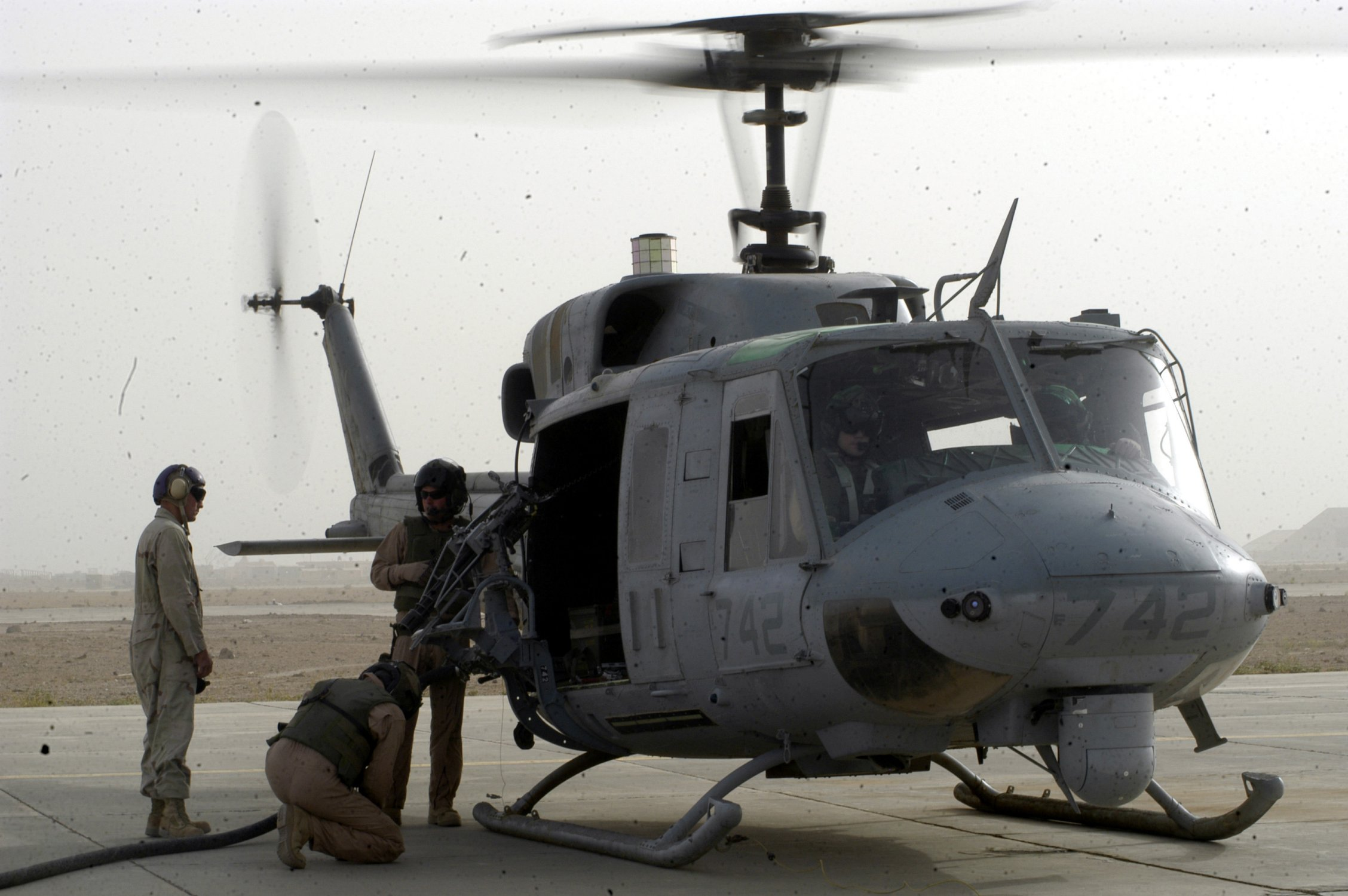
Un UH-1N Huey.

En fonction des besoins et des opérations, les unités des Marines sont organisées en forces tactiques (MAGTF) des tailles différentes en fonction des besoins.
En 2005, les 4 divisions sont :
- 1st Marine Division (camp Pendleton, Californie)
- 2nd Marine Division (camp Lejeune, Caroline du Nord)
- 3rd Marine Division (camp Courtney (en), Okinawa)
- 4th Marine Division (division de réserve dispersée à travers les États-Unis, mais dont le quartier général se situe à La Nouvelle-Orléans, Louisiane)

La 5th Marine Division et la 6th Marine Division sont quant à elles à ce jour désactivées.
Les I et III MEF dépendent de la Marine Force Pacific, la II MEF de la Marine Force Atlantic :
I Marine Expeditionary Force, Headquarters Group de camp Pendleton, Californie :
- 1st Marine Division (basé à camp Pendleton, Californie)
- 3rd Marine Air Wing (basé à MCAS Miramar, Californie)
- 1st Force Service Support Group (en) (basé à camp Pendleton, Californie)
- 1st Marine Expeditionary Brigade (basé à camp Pendleton, Californie)
- 11th Marine Expeditionary Unit (basé à camp Pendleton, Californie)
- 13th Marine Expeditionary Unit (en) (basé à camp Pendleton, Californie)
- 15th Marine Expeditionary Unit (en) (basé à camp Pendleton, Californie)
- Air Contingency MAGTF (ACM)

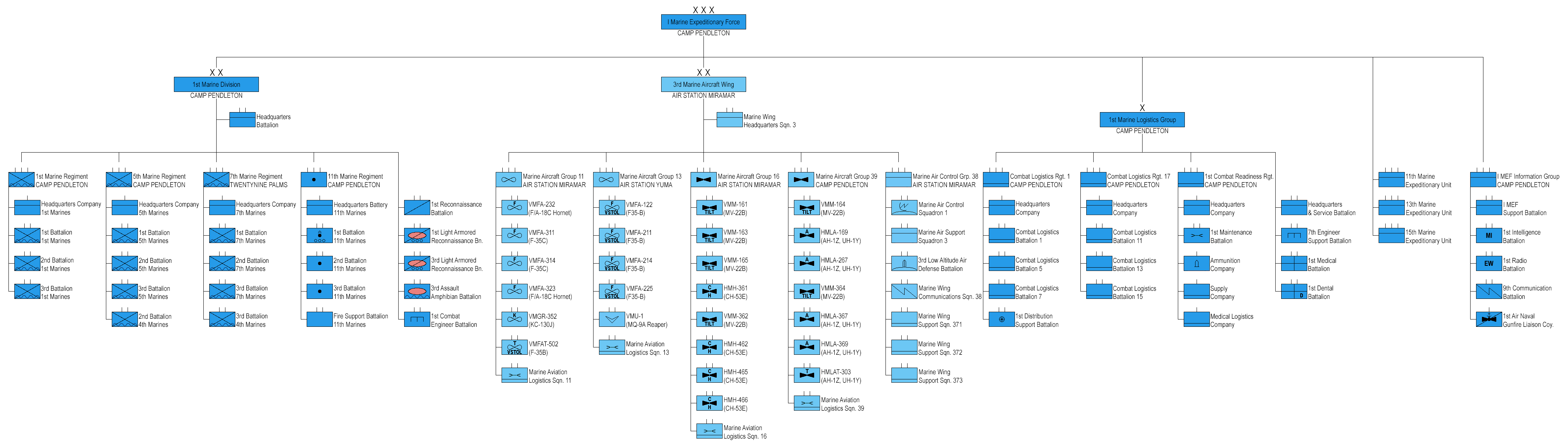
Structure de la 1st MEF.

II Marine Expeditionary Force, Special Opérations Training Group de camp Lejeune, Caroline du Nord :
- 2nd Marine Division (basé à camp Lejeune, Caroline du Nord)
- 2nd Marine Air Wing (basé à MCAS Cherry Point, Caroline du Nord)
- 2nd Marine Expeditionary Brigade (basé à camp Lejeune, Caroline du Nord)
- 4th Marine Expeditionary Brigade (antiterroriste) (basé à camp Lejeune, Caroline du Nord)
- 22nd Marine Expeditionary Unit (en) (basé à camp Lejeune, Caroline du Nord)
- 24th Marine Expeditionary Unit (en) (basé à camp Lejeune, Caroline du Nord)
- 26th Marine Expeditionary Unit (en) (basé à camp Lejeune, Caroline du Nord)
- Air Contingency MAGTF (ACM)

III Marine Expeditionary Force de camp S.D. Butler (en), Okinawa, Japon
- 3rd Marine Division (basé à camp S.D. Butler (en), Okinawa, Japon)
- 1st Marine Air Wing (basé à camp S.D. Butler (en), Okinawa, Japon)
- 3rd Marine Expeditionary Brigade (basé à camp S.D. Butler (en), Okinawa, Japon)
- 3rd Force Service Support Group (en)
- 31st Marine Expeditionary Unit (en) (basé à camp Hansen (en), Okinawa, Japon)
- Air Contingency MAGTF (ACM)

#### Marine Expedionary Unit

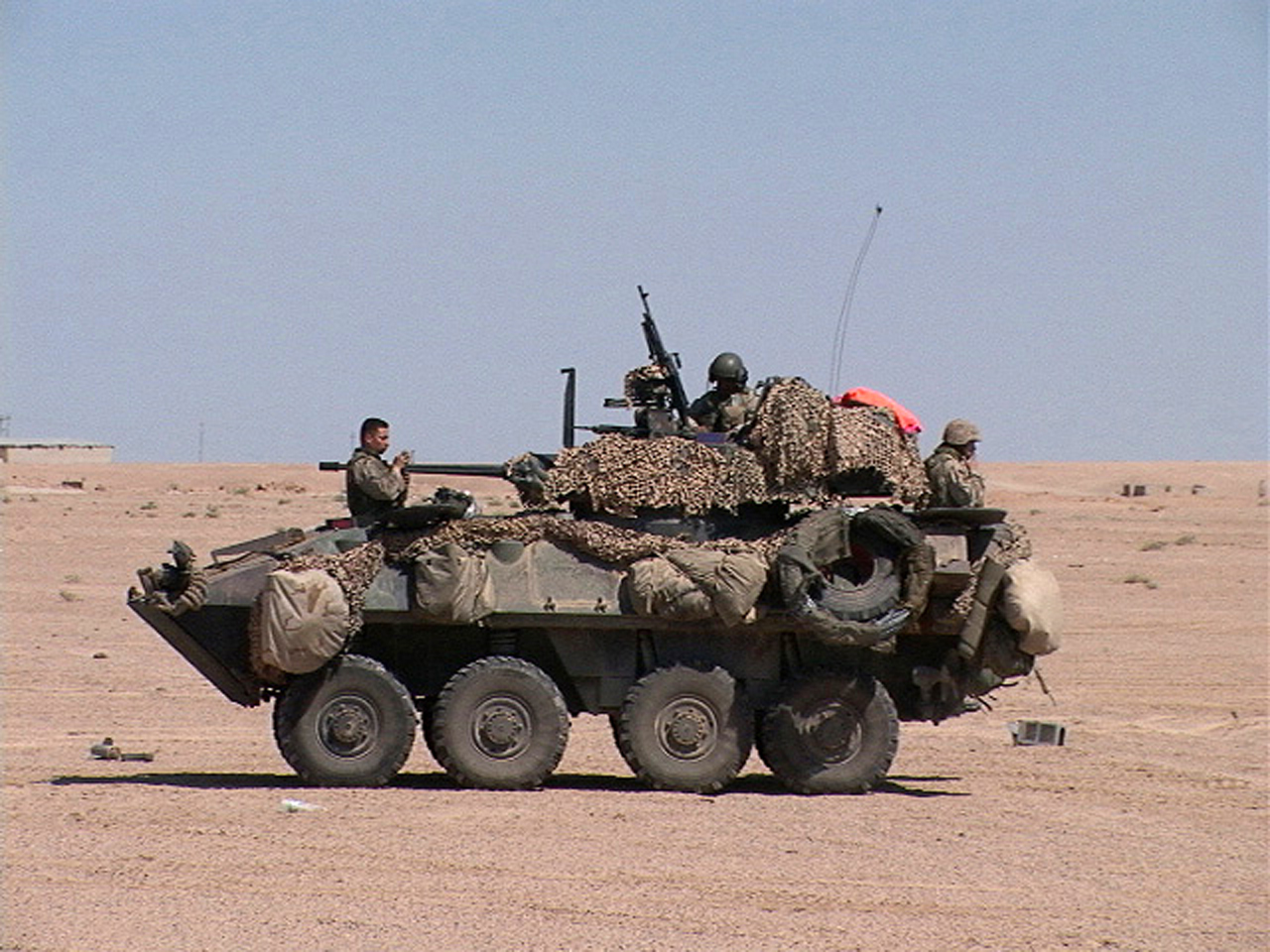
Un LAV-25 près de la province d'Al Anbar (Irak) le 14 avril 2004.

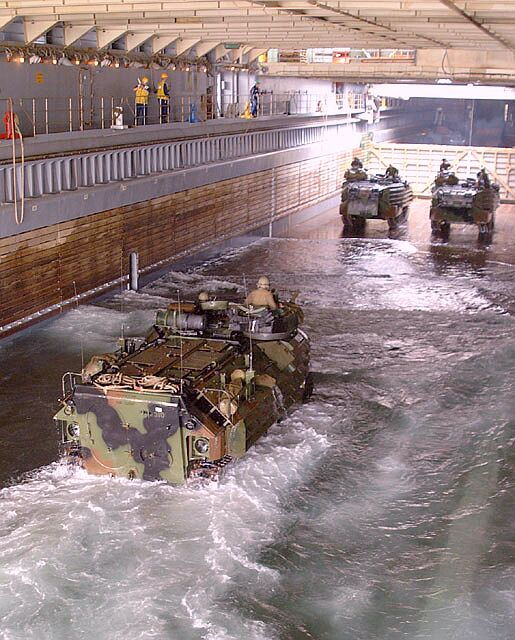
AAV-7 de la 31st MEU à bord de l' de la classe Whidbey Island.

Il y a sept Marine Expeditionary Unit (MEU) indépendantes qui sont les plus petites entités expéditionnaires des Task Forces de l'USMC.
Ce sont les fers de lance du Corps des Marines et les premiers à intervenir pour des missions ponctuelles tels l'évacuation de civils ou des raids sur un objectif particulier et peuvent servir d'avant garde en prévision d'un déploiement de grande envergure.
Ils doivent pouvoir tenir quinze jours d'opérations en autonomie complète avant l'arrivée de renforts.
Voici leurs moyens humains et matériels dans les années 2000-2010, une importante refonte a lieu à partir de juillet 2020 supprimant entre autres les chars de combat de l’organigramme :
~ 2 200 personnes réparties entre un état major (CE), un bataillon renforcé de 1 200 Marines (Battalion Landing Team ou BLT), un escadron aéronaval d'hélicoptères et d'avions (ACE), un groupe de service et de soutien (MEU Service Group)
- 4 chars d'assaut M1-A1 Abrams ;
- 16 véhicules blindés légers LAV-25 ;
- 8 mortiers M252 Mortar (en) de 81 mm ;
- 8 lanceurs de missiles antichars Javelin ;
- 15 véhicules amphibies AAV-7 ;
- 6 obusiers M-198 ;
- 118 véhicules de transport et de soutien, dont des M9 ACE (en) blindé du génie :
  - 30 camions M-925 de 7  et   12 tonnes,
  - 63 véhicules de transport léger HMMWV,
  - 3 bulldozers Caterpillar D7.
- 12 hélicoptères CH-46 Sea Knight ;
- 4 hélicoptères CH-53E Sea Stallion (retirés le 1er août 2015) ;
- 3 hélicoptères UH-1N ;
- 4 hélicoptères AH-1W Super Cobra ;
- 6 avions d'attaque au sol AV-8B Harrier II et II+ ;
- 2 avions ravitailleurs KC-130 Hercules.

## Période 2011-2015
L'examen quadriennal de la Défense (en), publié le 1er février 2010, présente en outre l'organisation prévue pour ces forces pour la période 2011-2015 :
- 3 corps expéditionnaires de Marines
  - 4 divisions de Marines (3 d'active et 1 de réserve)
    - 11 régiments d’infanterie
    - 4 régiments d’artillerie

  - 4 unités d’aviation de Marines
    - 6 groupes aériens
    - 7 groupes d'hélicoptères
    - 4 groupes de contrôle
    - 4 groupes de soutien

  - 4 groupes de logistique de Marines
  - 9 régiments de logistique de combat
  - 7 éléments de commandement des unités expéditionnaires de Marines.

## Équipements dans les années 2000
Le Marine Corps possède au début des années 2000 environ 500 aéronefs de 1re ligne (AV-8B Harrier II et II+, F-18, EA-6B Prowler et KC-130 Hercules), 400 chars de combat M1-A1 Abrams, 600 canons et 1 300 véhicules amphibies AAV-7 sans compter les véhicules de transport de troupes à roues LAV-25, dont de nombreuses versions sont en service.
Leur équipement est le plus souvent « rustique » et éprouvé : fusil M-16A4, fusil M4 ou M4A1, arme de poing M9, fusil mitrailleur M249 SAW pour le matériel d'infanterie, hélicoptère AH-1Z Viper, hélicoptère UH-60 Black Hawk, hélicoptère UH-1Y dérivé du célèbre Huey du Viêt Nam. Il y a eu de grand changement avec l'arrivée du convertible MV-22 Osprey à rotors basculants entré en service opérationnel en juin 2007 et qui a fini en 2014 de remplacer les CH-46 Sea Knight.
Un rapport du think tank Center for Strategic and Budgetary Assessments publié en novembre 2008 recommande de réduire l'acquisition de MV-22 Osprey et de développer un nouvel hélicoptère moyen, moins coûteux et plus efficient à moyenne portée, ainsi que l'abandon du véhicule amphibie Expeditionary Fighting Vehicle (EFV). Le programme EFV a été effectivement annulé le 6 janvier 2011. Concernant l'armement léger, les membres des groupes de combat d'infanterie, reconnaissance, et génie de combat seront armés à partir des années 2020 de M27 IAR (en) dérivé du HK416.
Leurs avions de combat sont les F-18A/B/C/D et les AV-8B Harrier II et II+ à décollage vertical. Ceux-ci ont un taux d'accidents assez élevé, avec 148 appareils perdus sur 397 livrés en 2005. En 32 ans de services, 52 pilotes ont été tués.
Pour les débarquements, les Marines peuvent compter sur 80 LCAC à coussin d'air de l'US Navy. Ils commenceront à être remplacés dans les années 2020 par le Ship-to-Shore Connector.

### Armements terrestres en service

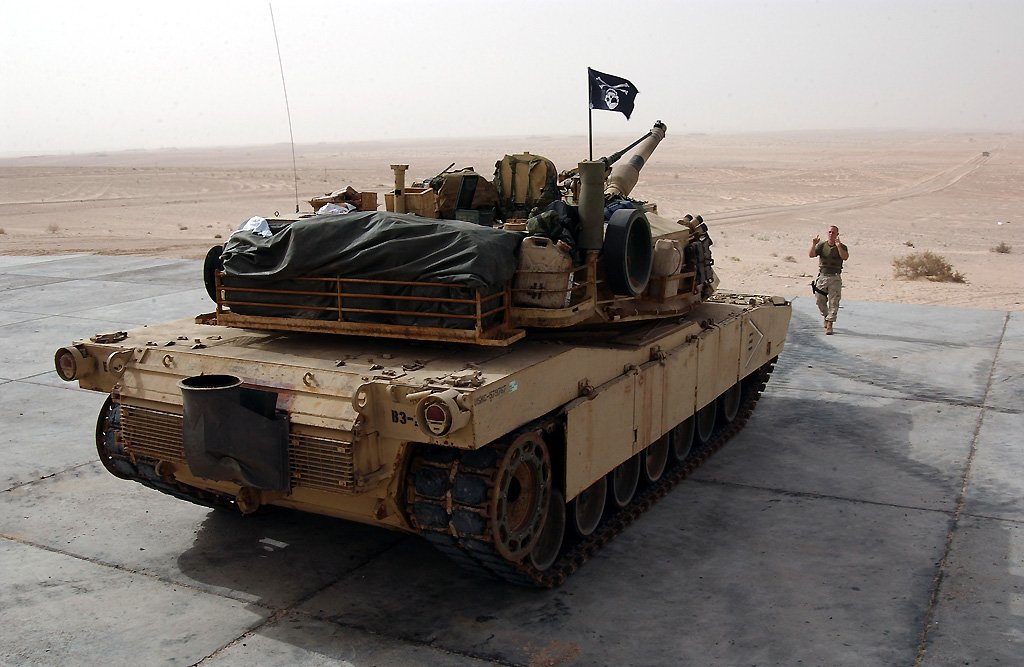
Un char de combat M1-A1 Abrams.

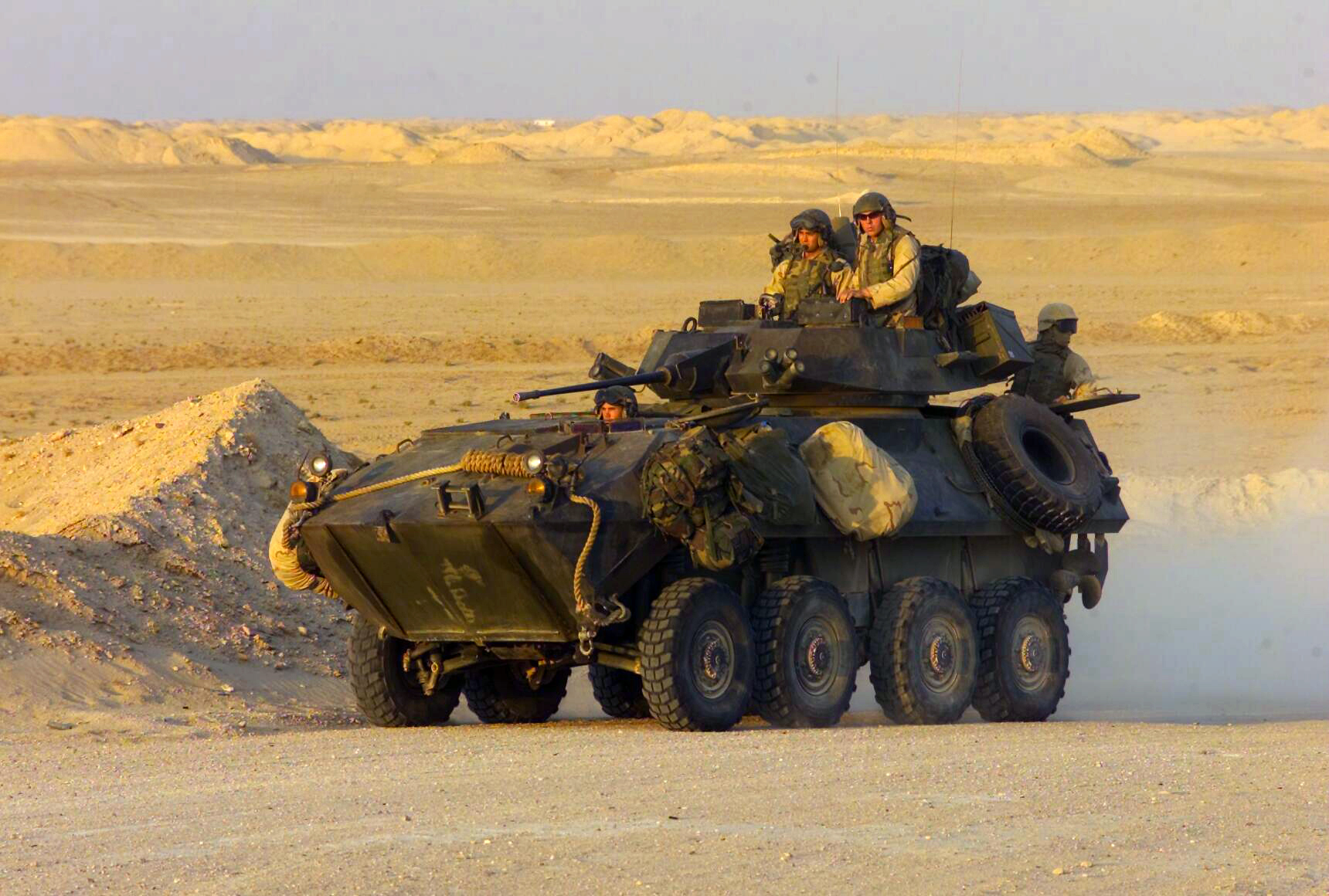
Un véhicule blindé léger LAV-25 en opération, le 2 octobre 2002.

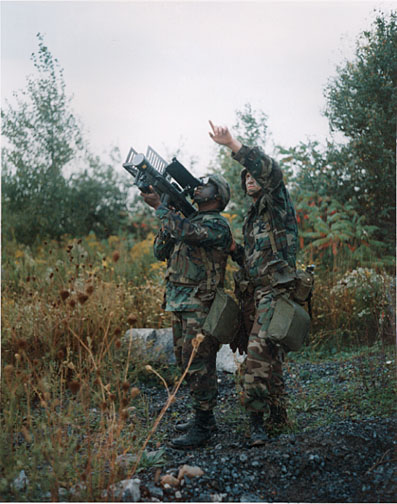
Deux soldats lançant un FIM-92 Stinger.

Cette liste inclut les armements terrestres en service en 2008 ou à venir.

#### Chars de combat
- M1-A1 Abrams : 403 (retirés à partir de juillet 2020)[6].

#### Transport de troupes/reconnaissance
- LAV-25 : 403.

#### Assaut amphibie
- AAV-7 : 1 311.

#### Artillerie
- obusier M-777 (155 mm) : 380[13] ;
- obusier M-198 (155 mm) : 535 ;
- obusier M101 (105 mm) : 331.

#### Combat antichar
- LAV-AT TOW : 95 ;
- lanceurs TOW : 1 083 ;
- FGM-172 SRAW : 1 121.

#### Lance-roquettes
- SMAW (en) : 1 650 ;
- AT4 : 1 114.

#### Défense antiaérienne
- FIM-92 Stinger : ?.

#### Radars de contre-batterie
- AN/TPQ-36 Firefinder : 23.

#### Consommation de munitions
Pour l'exercice fiscal 2005, le Corps a tiré 70 millions de cartouches de 5,56 mm OTAN pour M16 et 14 000 cartouches de 12,7 mm OTAN à l'entraînement.

### Aéronefs en service

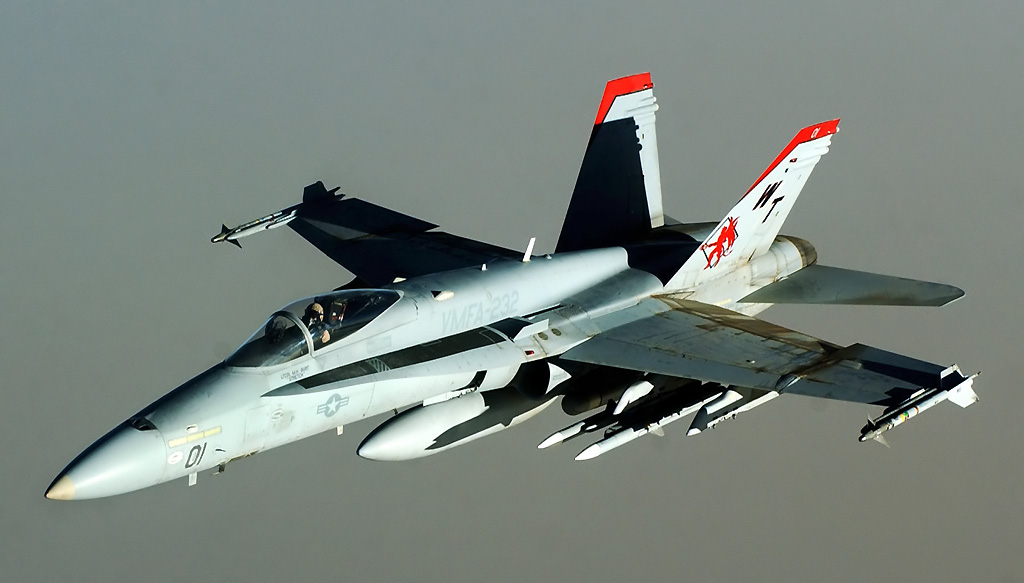
Un F/A-18 Hornet des Marines durant l'opération Iraqi Freedom, le 21 mars 2003.

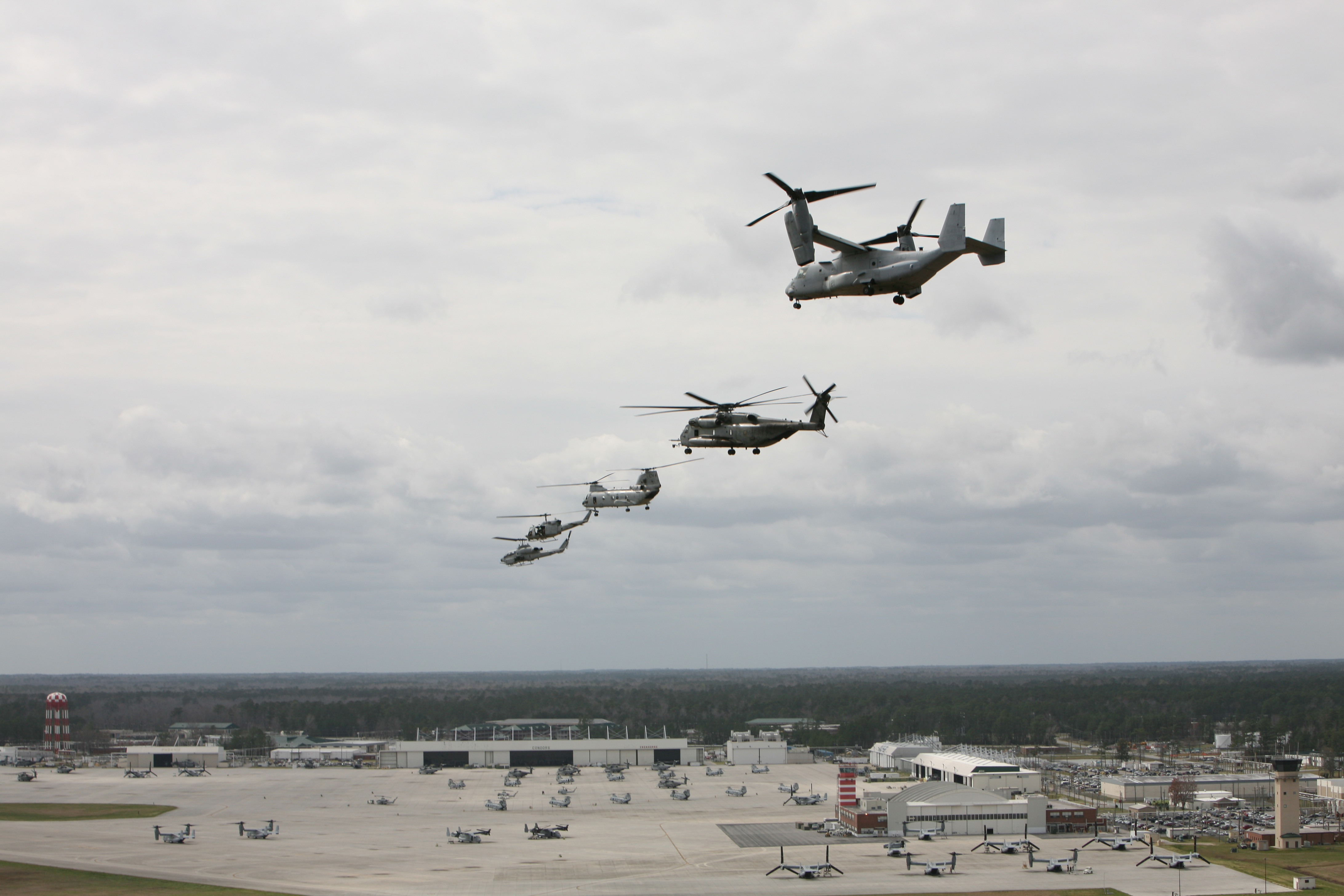
Un V-22 Osprey, un CH-53E Super Stallion, un CH-46 Sea Knight, un UH-1N Huey, et un AH-1 Cobra en vol à la Marine Corps Air Station New River de Jacksonville (Caroline du Nord) le 18 mars 2008.

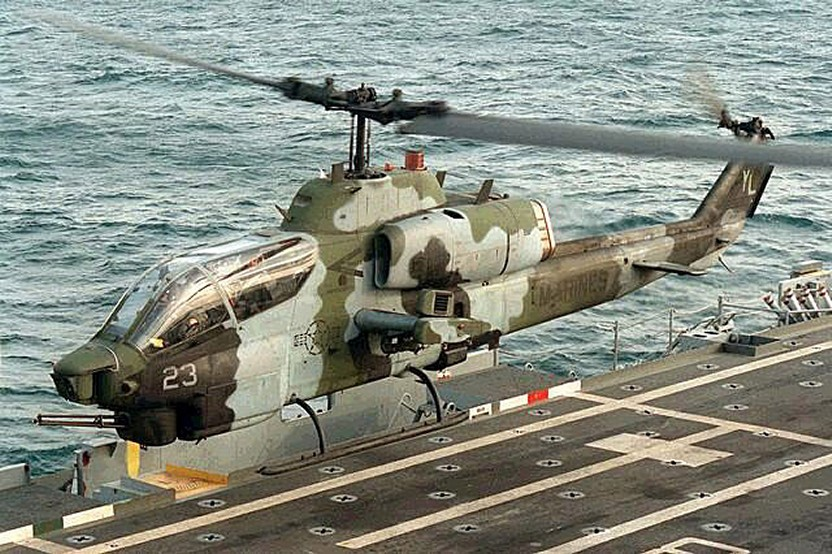
Un hélicoptère d'attaque AH-1W Super Cobra des Marines décollant d'un Landing Helicopter Dock (LHD) de l'US Navy.

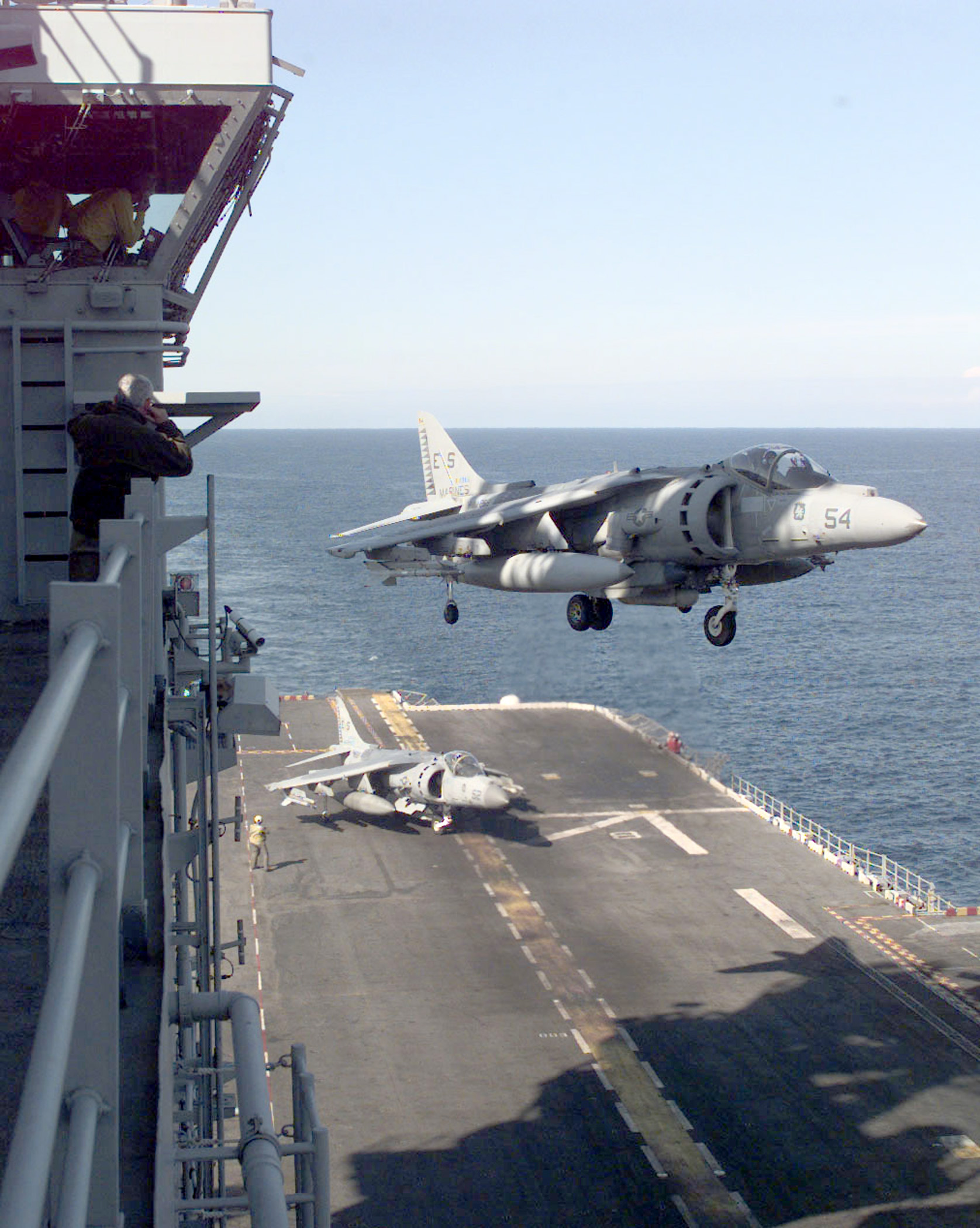
Un AV-8B Harrier II appontant sur le navire d'assaut amphibie de la classe Tarawa.

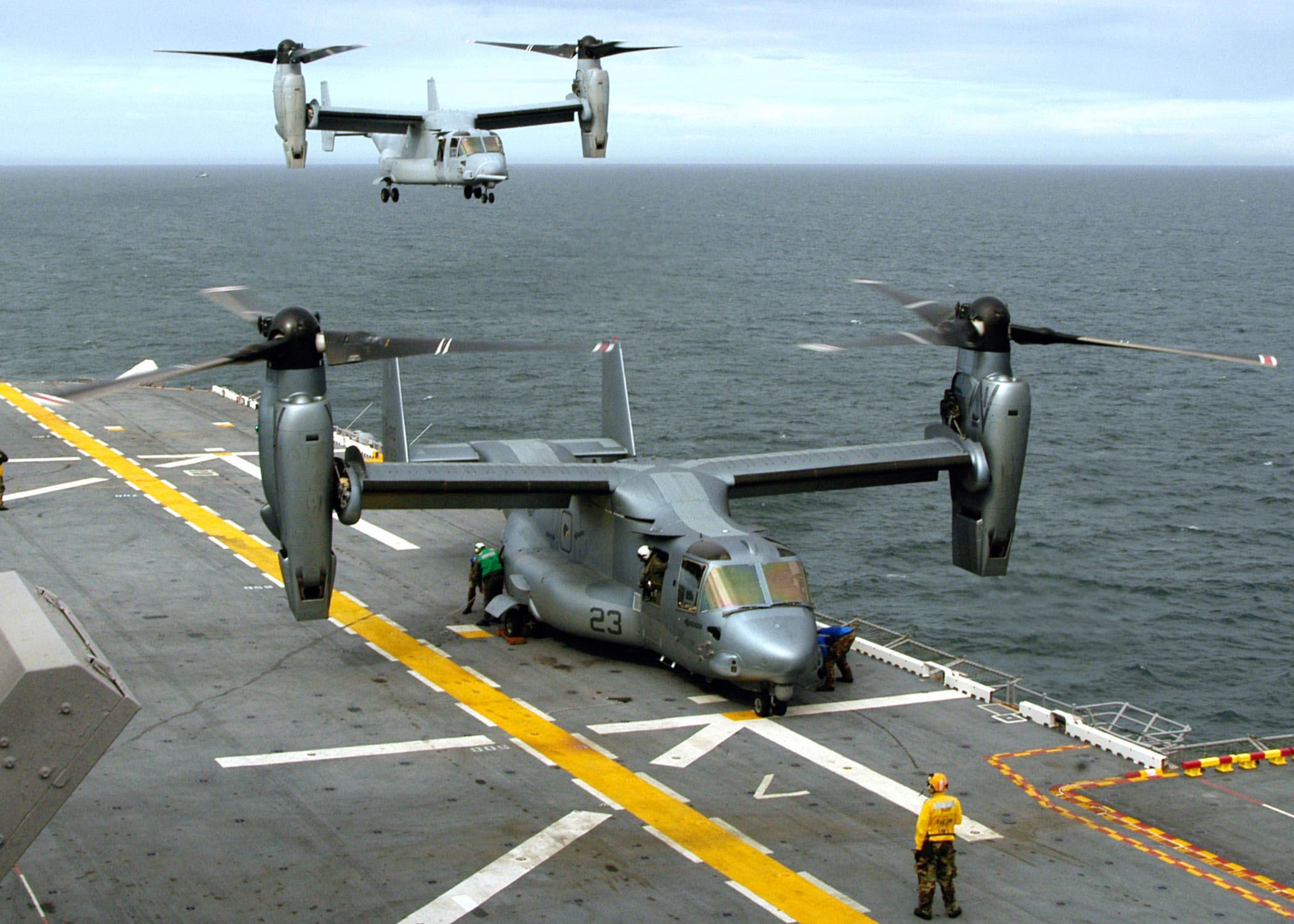
Prototypes du MV-22 Osprey décollant du en 2005.

Aéronefs utilisés par l'aviation des Marines en 2017 :
| Aéronefs                           | Origine         | Type                           | En service      | Versions        |                 |                 |
| Avion de chasse                    | Avion de chasse | Avion de chasse                | Avion de chasse | Avion de chasse | Avion de chasse | Avion de chasse |
| ---------------------------------- | --------------- | ------------------------------ | --------------- | --------------- | --------------- | --------------- |
| McDonnell Douglas AV-8B Harrier II | États-Unis      | Avion d'attaque au sol         | 108             | AV-8B/+         |                 |                 |
| McDonnell Douglas AV-8B Harrier II | États-Unis      | Avion d'entraînement           | 16              | TAV-8B          |                 |                 |
| McDonnell Douglas F/A-18 Hornet    | États-Unis      | Avion multirôle                | 237             | A/B/C/D         |                 |                 |
| Lockheed Martin F-35 Lightning II  | États-Unis      | Avion multirôle                | 48 (368)        | B/C             |                 |                 |
| Avion d'entraînement               |                 |                                |                 |                 |                 |                 |
| Northrop F-5 Tiger II              | États-Unis      | Avion d'entraînement           | 11              | F-5N            |                 |                 |
| Northrop F-5 Tiger II              | États-Unis      | Avion d'entraînement           | 2               | F-5F            |                 |                 |
| Beechcraft T-34 Mentor             | États-Unis      | Avion d'entraînement           | 3               |                 |                 |                 |
| Avion de guerre électronique       |                 |                                |                 |                 |                 |                 |
| Grumman EA-6 Prowler               | États-Unis      | Avion de guerre électronique   | 21              | EA-6B           |                 |                 |
| Avion ravitailleur                 |                 |                                |                 |                 |                 |                 |
| Lockheed C-130 Hercules            | États-Unis      | Avion ravitailleur             | 22              | KC-130J         |                 |                 |
| Lockheed C-130 Hercules            | États-Unis      | Avion ravitailleur             | 51 (11)         | KC-130T         |                 |                 |
| Hélicoptère                        |                 |                                |                 |                 |                 |                 |
| Bell AH-1 Cobra                    | États-Unis      | Hélicoptère de combat          | 117             | AH-1W           |                 |                 |
| Bell AH-1 Cobra                    | États-Unis      | Hélicoptère de combat          | 38 (162)        | AH-1Z           |                 |                 |
| Sikorsky CH-53 Sea Stallion        | États-Unis      | Hélicoptère de transport lourd | 144             | CH-53E          |                 |                 |
| Sikorsky CH-53 Sea Stallion        | États-Unis      | Hélicoptère de transport lourd | 0 (200)         | CH-53K          |                 |                 |
| Bell UH-1 Iroquois                 | États-Unis      | Hélicoptère de transport       | 5               | UH-1N           |                 |                 |
| Bell UH-1 Iroquois                 | États-Unis      | Hélicoptère de transport       | 115 (56)        | UH-1Y           |                 |                 |
| Avion de transport                 |                 |                                |                 |                 |                 |                 |
| Boeing-Bell V-22 Osprey            | États-Unis      | Avion de transport             | 234 (94)        | MV-22           |                 |                 |
| Cessna Citation V                  | États-Unis      | Jet d'affaires                 | 12 (2)          | UC-35C/D        |                 |                 |
| Douglas DC-9                       | États-Unis      | Avion de transport             | 2               | C-9B            |                 |                 |
| Gulfstream IV                      | États-Unis      | Aviation d'affaires            | 1               | C-20G           |                 |                 |
| Beech C-12 Huron                   | États-Unis      | Avion de transport léger       | 12 (1)          | UC-12           |                 |                 |

### Bâtiments de l'US Navy utilisés par l'US Marine Corps

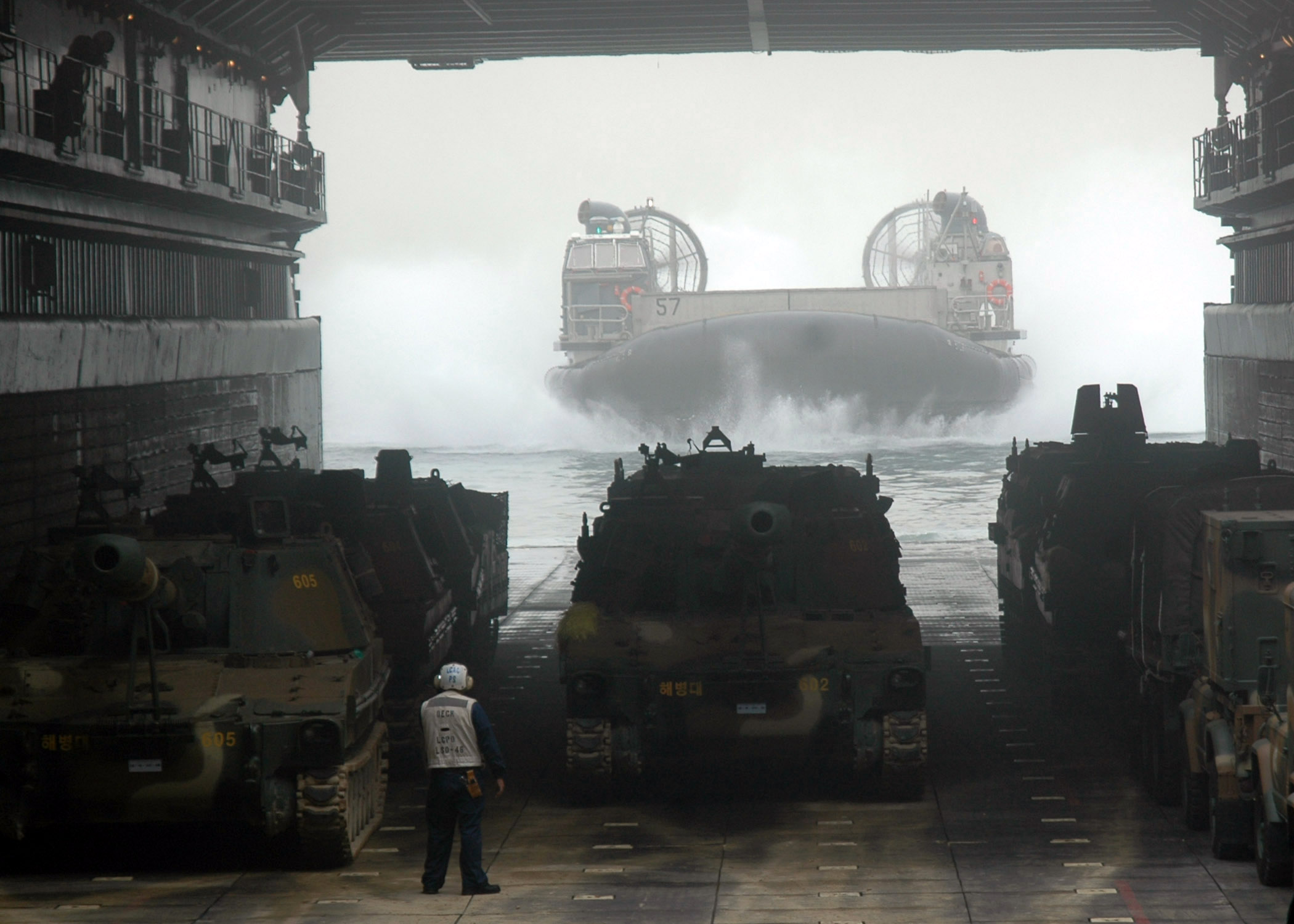
Enradiage d'un LCAC en mer de Chine méridionale à bord de l'USS Tortuga de classe Whidbey Island le 1er avril 2007.

Cette liste inclut les navires en service en 2008 ou à venir :
- 7 LHD classe Wasp ;
- 3 LHA classe Tarawa ;
- 1 LHD classe Wasp[16]
- 3 LHA classe America[17] ;
- 4 LSD classe Harpers Ferry ;
- 8 LSD classe Whidbey Island ;
- 9 LPD classe San Antonio ;
- 12 LPD classe Austin ;
- 4 LST classe Newport[18] ;
- 91 LCAC ;
- 73 Ship-to-Shore Connector doivent remplacer les LCAC à partir des années 2020.

## Marines célèbres
- Adam Driver, acteur
- Don Adams, acteur
- John Basilone, héros de la bataille de Guadalcanal (1942-1943), décoré de la Medal of Honnor, de la Purple Heart et de la Navy Cross ; l'un des trois héros de la minisérie The Pacific
- Gregory « Papy » Boyington, pilote des Marines, chef de l'escadrille dont les faits d'armes et l'indiscipline ont inspiré la série Les Têtes brûlées
- Ronald Lee Ermey, acteur ; autrefois sergent instructeur de l'USMC (matricule 195 60 39), a tenu ce rôle dans le film de Stanley Kubrick Full Metal Jacket
- Dale Dye, acteur, autrefois capitaine des marines
- Don Everly, musicien
- Glenn Ford, acteur
- Guy Gabaldon, écrivain
- John Glenn, astronaute de la NASA, premier Américain à effectuer une rotation en orbite autour de la Terre lors de la mission Mercury-Atlas 6 en 1962
- Gene Hackman, acteur
- Gustav Hasford, auteur du livre Le Merdier qui a inspiré Full Metal Jacket
- Stephen Kappes, directeur adjoint de la CIA de 2006 à 2010
- Harvey Keitel, acteur
- Brian Kelly, acteur
- Lee Marvin, acteur
- Steve McQueen, acteur
- Robert S. Mueller III, directeur du FBI de 2001 à 2013
- Oliver North, protagoniste de l’affaire Iran-Contra
- Randy Orton, catcheur à la WWE, ancien champion du monde
- Lee Harvey Oswald, l'assassin présumé de John Fitzgerald Kennedy
- Sam Peckinpah, réalisateur
- C.J. Ramone, musicien
- Barney Ross, champion du monde de boxe
- George C. Scott, acteur
- Anthony Swofford, auteur du livre Jarhead[Note 2], porté à l'écran en 2005 par Sam Mendes sous le titre Jarhead : La Fin de l'innocence
- Shaggy, chanteur
- Charles Whitman, responsable de la tuerie de l'université du Texas à Austin le 1er août 1966
- Amy McGrath, première femme Marines à avoir piloté un F/A-18 Hornet en mission de combat[19]
- Lacey Evans, catcheuse à la WWE